# Югра (деревня)
Югра — деревня в Тарногском районе Вологодской области.
Входит в состав Тарногского сельского поселения (с 1 января 2006 года по 8 апреля 2009 года входила в Шебеньгское сельское поселение), с точки зрения административно-территориального деления — в Шебеньгский сельсовет.
Расстояние до районного центра Тарногского Городка по автодороге — 13 км. Ближайшие населённые пункты — Шершуковская, Филистевская, Горка, Старый Двор.
По переписи 2002 года население — 29 человек (11 мужчин, 18 женщин). Всё население — русские.